# Богаченко, Павел Тимофеевич
Павел Тимофеевич Богаченко — советский хозяйственный, государственный и политический деятель? Герой Труда Вьетнама.

## Биография
Родился в 1927 году в деревне Залесье. Член КПСС.
С 1950 года — на хозяйственной, общественной и политической работе. В 1950—1994 гг. — механик, старший механик, старший мастер, механик, старший инженер, начальник строительного участка, начальник строительного управления «Сталинградгэсстрой» на строительстве Сталинградской ГЭС, начальник Управления строительства «Ставропольгидрострой», управляющий трестом «Севкавгидроэнергострой» по строительству энергетических объектов в Ставропольском и Краснодарском краях, заместитель главного инженера главного управления «Главгидроэнергострой», главный советский эксперт на строительстве крупнейшей в Юго-Восточной Азии ГЭС Хоабинь на р. Да мощностью 1920 мВт в Социалистической Республике Вьетнам.
За выдающийся вклад в развитие энергетики СРВ удостоен звания Герой Труда СРВ с вручением медали «Золотая Звезда» (1989) и награждён орденом Труда 1-й степени.
Умер в Москве в 2008 году.